# Codium tomentosum
A Codium tomentosum a valódi zöldmoszatok (Chlorophyta) törzsébe és a Codiaceae osztályába tartozó faj.
A Codium nemzetség típusfaja.

## Előfordulása
A Codium tomentosum eredeti előfordulási területe az Észak-Atlanti-óceán keleti partjai. Főleg a Brit-szigetek és az Azori-szigetek közti rész. Azonban a Zöld-foki Köztársaság és Afrika más partjainál is vannak állományai. Újabban, Földünk más részein is felbukkant; valószínűleg az embernek köszönhetően.

## Alakjai, változatai
- Codium tomentosum f. candelabrum Schiller
- Codium tomentosum f. furcatum O.C.Schmidt
- Codium tomentosum var. capense J.E. Areschoug
- Codium tomentosum var. genuinum Lázaro & Ibiza
- Codium tomentosum var. implicatum C.Agardh
- Codium tomentosum var. mucronatum (G.Hamel) Ardré, 1961
- Codium tomentosum var. proliferum Kützing

## Megjelenése
A növény gyökérszerű része, tányér alakú, melyből egyforma hosszúságú elágazások nőnek ki. Az elágazások keresztmetszete kerek és belül üres. Ez a zöldmoszat, körülbelül 30 centiméteresre nő meg, és tapintásra szivacsszerű. A zöld színű növényt átlátszó apró szőrök borítják.

## Életmódja
Az árapálytérség egyik növényfaja. Számos állatnak szolgál táplálékul.

### Fordítás
- Ez a szócikk részben vagy egészben  a   Codium tomentosum című angol Wikipédia-szócikk ezen változatának fordításán alapul.  Az eredeti cikk szerkesztőit annak laptörténete sorolja fel. Ez a jelzés csupán a megfogalmazás eredetét és a szerzői jogokat jelzi, nem szolgál a cikkben szereplő információk forrásmegjelöléseként.